# K-1 Oceania MAX 2001
K-1 Oceania 2001 – gala kickboxingu, która odbyła się w hali Crown Casino and Entertainment Complex w Melbourne, 5 sierpnia 2001 roku.

## Rezultaty walk[2]

### Super walki: K-1 MAX Rules[3]
- Marty Fogas vs.  Tony Miletic
  - Zwycięstwo Fogasa w 5. rundzie decyzją sędziów.
- Amir Shafipour vs.  Paul Shearing
  - Zwycięstwo Shafipour'a w 1. rundzie przez KO.
- Aaron Boyes vs.  Ian Jacobs
  - Jacobs zwyciężył w 2. rundzie przez KO.
- Gurkan Ozkan vs.  Daniel Tai
  - Ozkan zwyciężył w 5. rundzie decyzją sędziów.